# Tropidia connata
Tropidia connata är en orkidéart som beskrevs av Jeffrey James Wood och Anthony L. Lamb. Tropidia connata ingår i släktet Tropidia och familjen orkidéer. Inga underarter finns listade i Catalogue of Life.